# CRISP2
A proteína secretora rica em cisteína 2 é uma proteína secretora rica em cisteína que em humanos é codificada pelo gene CRISP2.